# Норвіч (Вермонт)
Норвіч (англ. Norwich) — місто (англ. town) в США, в окрузі Віндзор штату Вермонт. Населення — 3612 особи (2020).

## Демографія
Згідно з переписом 2010 року, у місті мешкало 3414 осіб у 1386 домогосподарствах у складі 945 родин. Було 1553 помешкання
Расовий склад населення:
| - 94,1 % — білих - 2,5 % — азіатів - 0,8 % — чорних або афроамериканців - 0,1 % — корінних американців |

До двох чи більше рас належало 2,1 %. Частка іспаномовних становила 1,2 % від усіх жителів.
За віковим діапазоном населення розподілялося таким чином: 24,2 % — особи молодші 18 років, 61,4 % — особи у віці 18—64 років, 14,4 % — особи у віці 65 років та старші. Медіана віку мешканця становила 45,5 року. На 100 осіб жіночої статі у місті припадало 90,5 чоловіків;  на 100 жінок у віці від 18 років та старших — 88,2 чоловіків також старших 18 років.
Середній дохід на одне домашнє господарство  становив 148 599 доларів США (медіана — 109 648), а середній дохід на одну сім'ю — 183 903 долари (медіана — 126 917). Медіана доходів становила 64 821 долар для чоловіків та 61 776 доларів для жінок. За межею бідності перебувало 3,3 % осіб, у тому числі 1,0 % дітей у віці до 18 років та 2,4 % осіб у віці 65 років та старших.
Цивільне працевлаштоване населення становило 1735 осіб. Основні галузі зайнятості: освіта, охорона здоров'я та соціальна допомога — 51,1 %, мистецтво, розваги та відпочинок — 11,8 %, науковці, спеціалісти, менеджери — 11,1 %.